# Naturhistoria
Naturhistoria eller naturalhistoria är ett tidigare använt begrepp för läran om de enskilda sorters naturföremål som gick att hitta i naturen. Föremålen delades in i mineralriket, växtriket och djurriket. Naturhistorian betraktades som relativt enkla observationer av naturen, med beskrivningar av varje föremåls egenskaper, medan kemi och anatomi sågs som mer avancerade genom att dessa vetenskapsgrenar försökte hitta vilka lagar som styr naturen.
Ordet historia bör i sammanhanget tolkas som undersökning, vilket är en äldre användning av ordet, än vår tids historiebegrepp. Den som studerade naturhistoria kallades naturhistoriker eller naturforskare. Ordet naturhistoria finns kvar i benämningen på naturhistoriska museer.